# Lev Trockij-múzeumház
A Lev Trockij-múzeumház az 1940-ben meggyilkolt Lev Davidovics Trockij orosz marxista politikus egykori mexikóvárosi otthonában működik.

## Története
Lev Davidovics Trockij száműzetésben élt Mexikóvárosban, amikor 1940. augusztus 21-én Ramón Mercader, az NKVD spanyol ügynöke otthonában egy jégcsákánnyal meggyilkolta. Mercader egy Jacson Mornard nevű kanadai diáknak adta ki magát, így jutott be az őrtoronnyal, fegyveresekkel őrzött, erődítményszerű épületbe.
A házat 1982-ben minősítette nemzeti történelmi értékké a mexikói kormány, és nyolcv évvel később nyílt meg benne a Trockij-kiállítás a meggyilkolt kommunista politikus egykori bútoraiból és tárgyaiból. Az épületben működik egy nemkormányzati szervezet is, amelynek fő célja a menedékkérők segítése. A kertben síremlék jelzi a helyet, ahol Trockij és felesége hamvai nyugszanak.
Trockij életét képek segítségével ismerhetik meg a látogatók, majd felkereshetik a ház különböző helyiségeit, így Trockij dolgozószobáját, ahol a merénylet történt, hálószobáját, az étkezőt, ahol a kommunista politikus, felesége és az őket segítő írnokok, irodisták együtt ettek. Látogatható az épület konyhája, fürdőszobája is.

## Berendezése

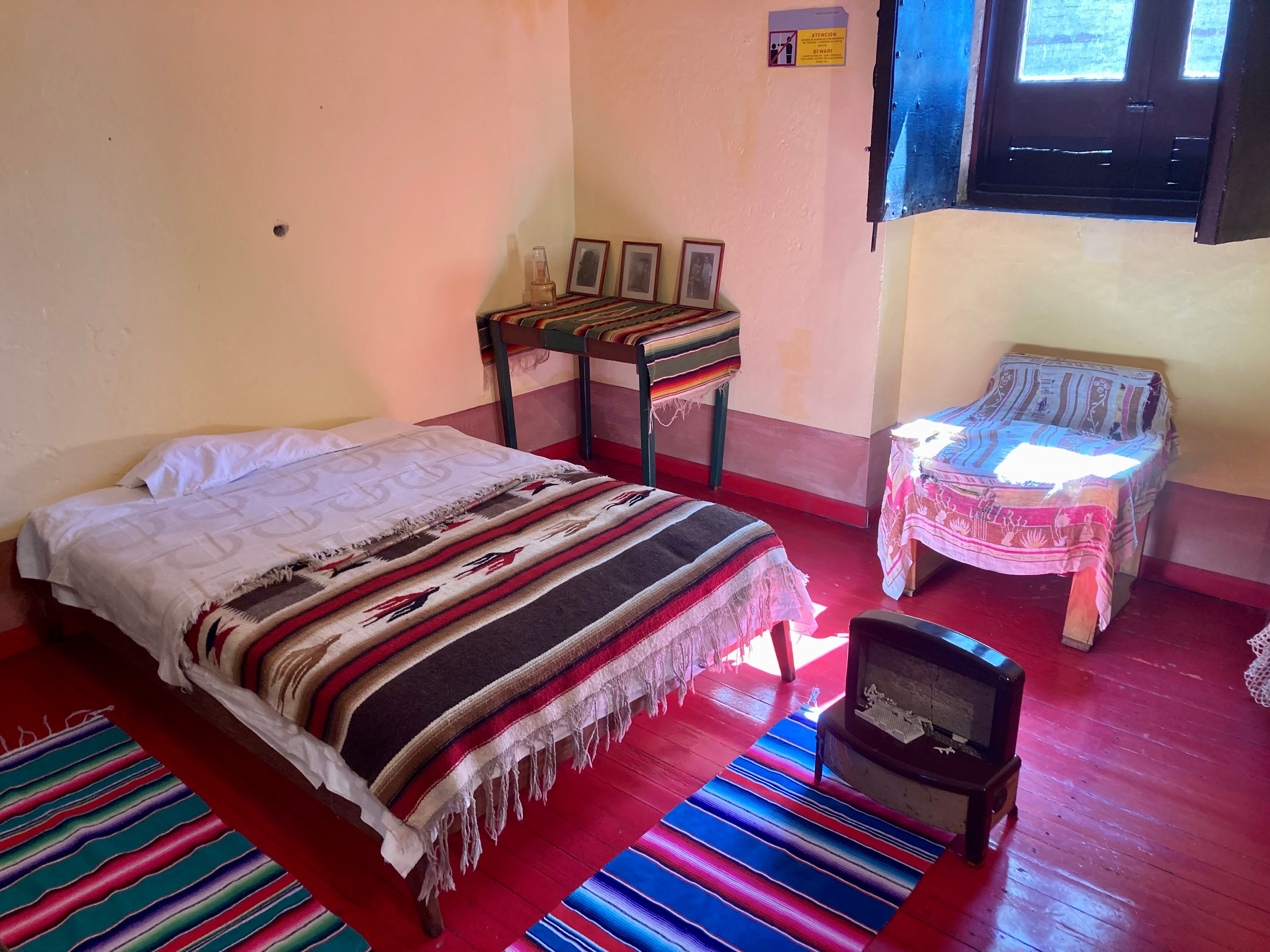
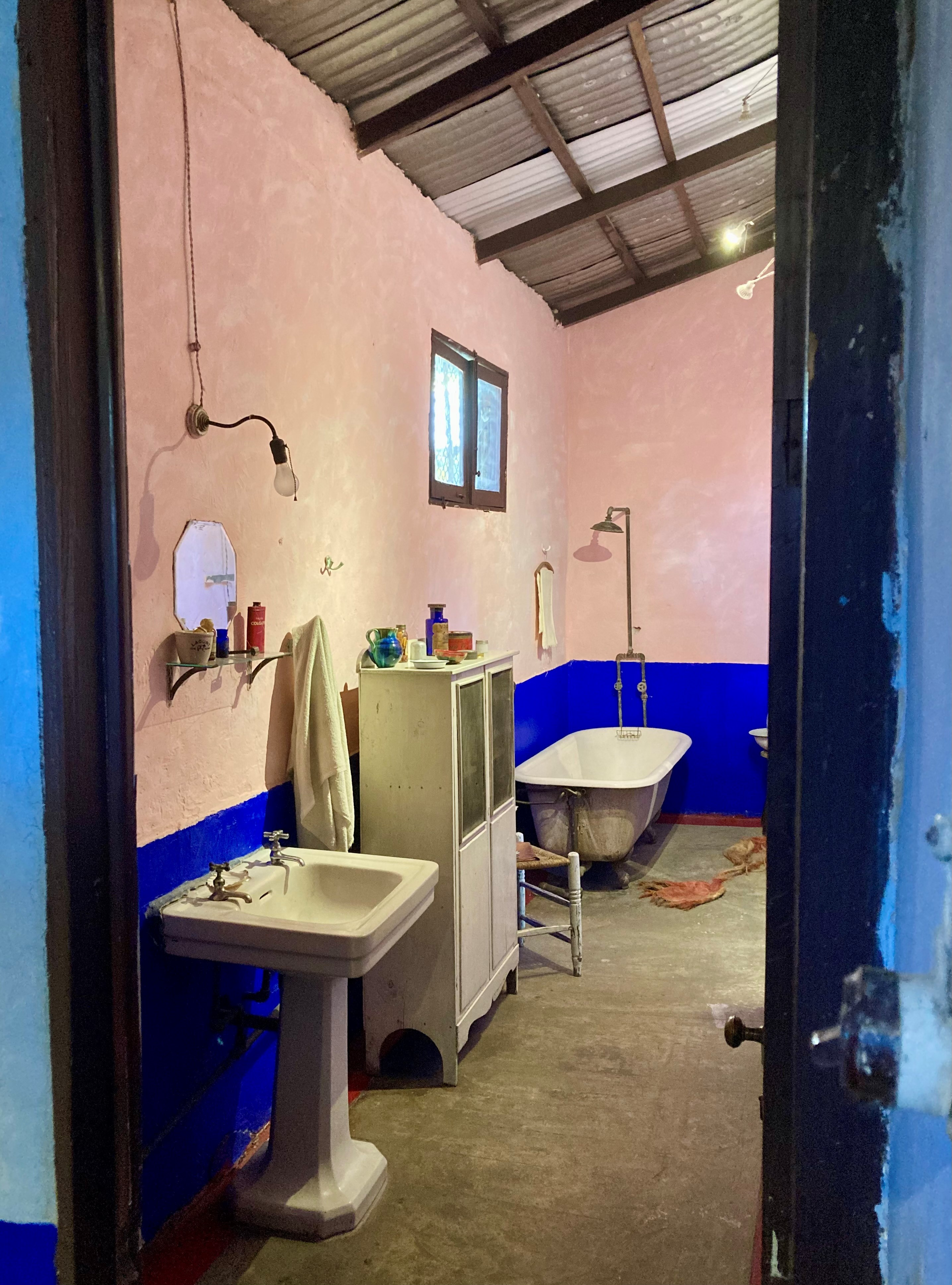
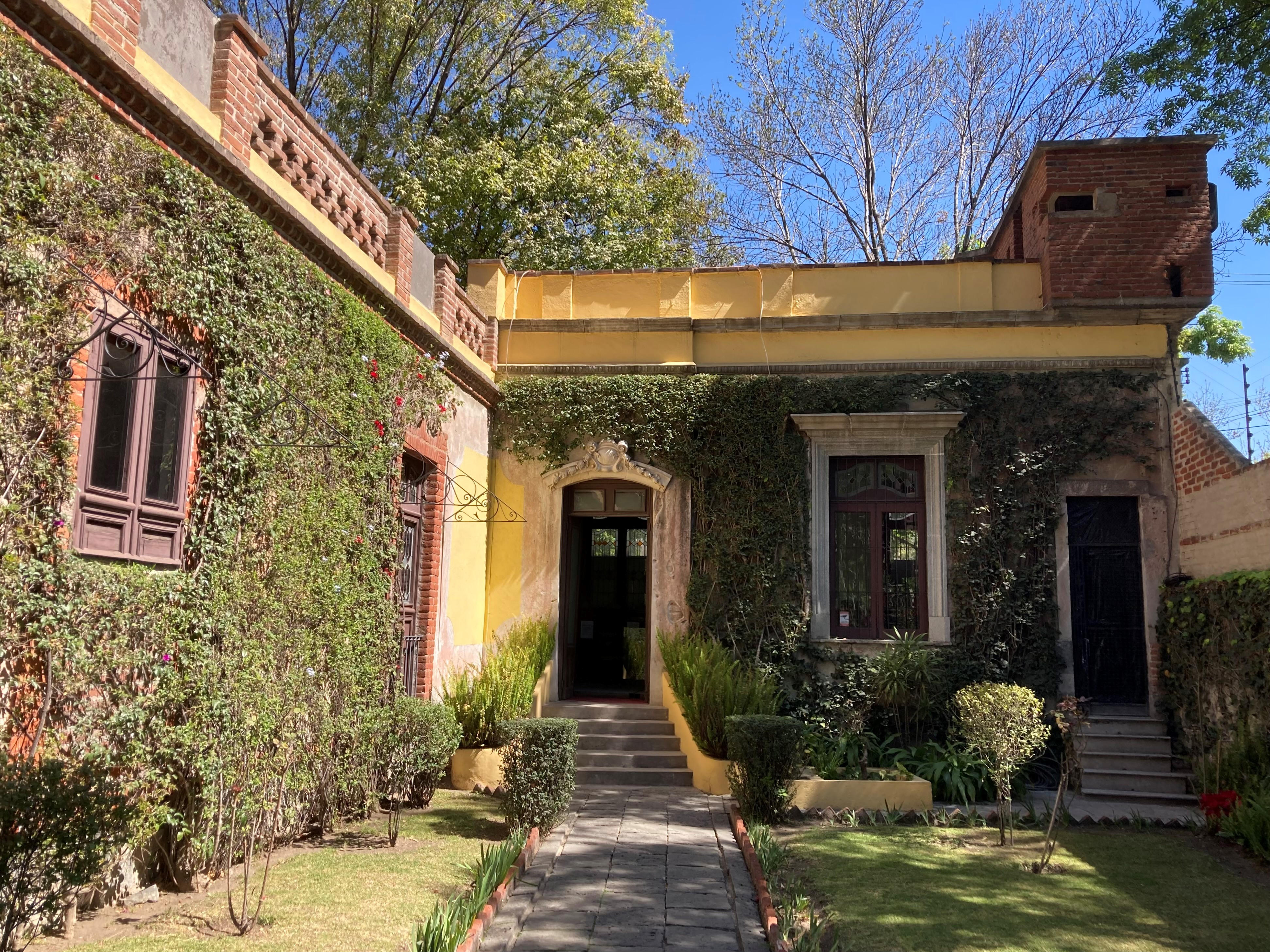
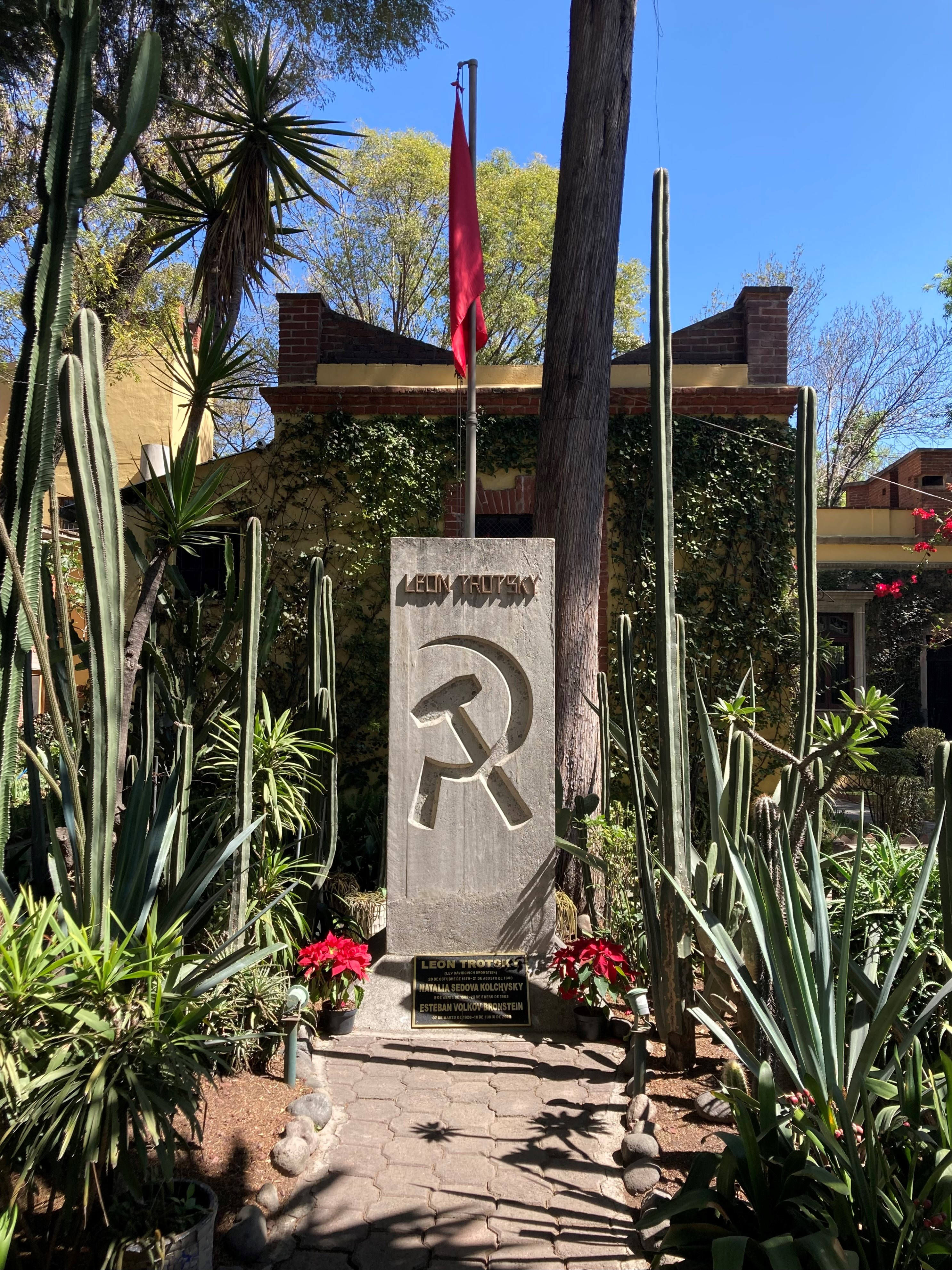
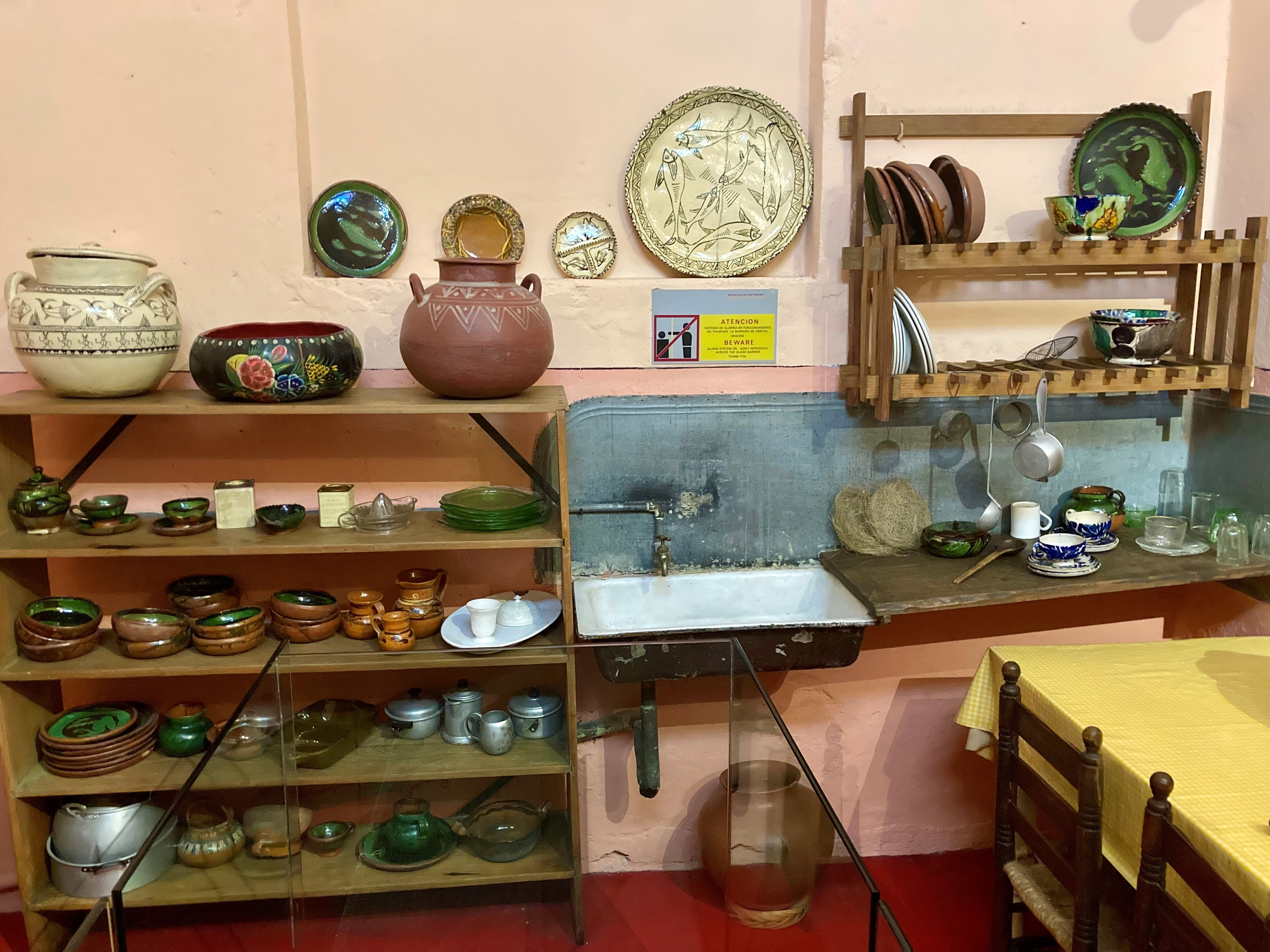